# قاسم الإسطنبولي
قاسم الإسطنبولي (1986م) هو ممثل ومخرج لبناني، خريج الجامعة اللبنانية كلية الفنون الجميلة، قدم العديد من الأعمال المسرحية، وشارك في بطولة أفلام سينمائية ومسلسلات تلفزيونية، لقب بـفنان القضية وبـفنان الشارع لأنه يعبر عن الواقع العربي في المناسبات والمسرحيات التي قدمها عبر جولاته العربية والأوروبية ولاهتمامه بالقضية الفلسطينية، وهو مؤسس المسرح الوطني اللبناني في مدينة صور، والذي يعد أول مسرح وسينما مجانية في لبنان. حاز جائزة لجنة التحكيم الخاصة في مهرجان المنصورة المسرحي عـن أدائـه فـي مسرحية "قوم يابا".

## نشأته
قاسم محمد الإسطنبولي هو مخرج وممثل لبناني، ولد عام 1986، بمدينة صور جنوب لبنان من أب لبنانى وأم فلسطينية، وكان يعرف جيداً عن رغبة والدته الفلسطينية وحلمها في العودة يوما إلى أرضها في فلسطين، وكان للمسرح أهمية خاصة في حياته حيث بدأت موهيته تلمع منذ الصغر فكان أول دور له هو شخصية "جحا" في مسرحية نوادر جحا، ومسرحية «ابن أرنون» ومسرحية «الفضولي» على مسرح المدرسة.
ثم بدأ دراسته الأكاديمية في الجامعة اللبنانية كلية الفنون الجميلة في بيروت عام 2005.

## المسرح
كانت بداياته في عالم المسرح منذ طفولته في المدرسة لعب خلالها العديد من الأدوار، وفي أثناء دراسته الجامعية شارك في العديد من الأعمال المسرحية مثل انتيجونا، القصة المزدوجه للدكتور بالمى، العائلة توت، الخوف لمحمد الماغوط، هاملت، أنتيغون وغيرها، وفي السنة الثانية كانت اولى تجاربه الخاصة بمسرحية «حكاية أرض» قدمها على مسرح الجامعة، ثم شارك منير كسروانى في مسرحية «عالحدود».
وبدأت أعماله الشخصية تظهر منذ ذلك الحين في عام 2008 قدم مسرحية قوم يابا التي انطلقت لتعرض بالفضاء المفتوح بالشارع وامام السفارات ومبنى الأسكو في بيروت وفي الجامعات والمخيمات الفلسطينية.
ثم مسرحية «نزهه في ميدان المعركة» التي تتحدث عن الحرب الأهلية، وشاركت في مهرجان الجامعات عام 2009 ومهرجان نقابة الفنانين في سوريا 2010
ثم ظهرت في أعماله منحى جديد وهو اهتمامه في قضايا المرأة، فقدم العديد من الأعمال لتدعيم المرأة ومطالبتها بحقوقها المدنية والاجتماعية والسياسية. كتب عن قاسم إسطنبولي ومسرحياته في العديد من الصحف والجرائد العربية والاجنبية، وفي نشرات الأخبار وخاصة تلك التي تتعلق بالقضية الفلسطينية لما تحمله من جرأه في التعبير ومكان العروض.
واختار الإسطنبولي لنفسه إطاراً مسرحياً هو الاقرب لاحلامه واهدافه وهو مسرح الشنطة والمسرح التفاعلي ومسرح الشارع الذي كسر به فرشة العروض التقليدية ليكتشف بهذا النوع فضاءات أوسع في التمثيل والتلقي.

## أعماله المسرحية وتفاصيلها
- مسرحية حكاية أرض، وهي مونودراما عن معاناه الشعب الفلسطينى مستقاه من روايه الذاكرة للكاتب الفلسطينى سلمان ناطور وهو أيضا من عرب 48 قدمها حينما كان في السنة الثانية من تعليمه الجامعى.
- مسرحيةنزهه في ميدان المعركة التي تتناول الحرب الأهلية اللبنانية خاصه والحروب الأهلية في العالم عامه وهي ماخوذه عن الكاتب الاسبانى (فرناندو ارابال)، حصلت هذه المسرحية على جائزة أفضل عمل مسرحى في مهرجان الجامعات الثاني من وزاره الثقافة 2009 بمسرح الاونيسكو ببيروت وشارك العمل ومثل لبنان في مهرجان «نقايه الفنانين» اللاذقية 2010 في سوريا كما قدم العمل في ساحه الشهداء في بيروت وبذكرى الحرب الأهلية اللبنانية ب 13 نيسان، وهي بطولة قاسم الإسطنبولى محمد الصديق وعفاف قوتلى ومصطفى ربشونى وإشراف: د.جنى الحسن
- قدم مسرحية قوم يابا ابان العدوان على غزة في عام 2008 وتندرج هذه المسرحية ضمن مسرح الشارع ومسرح الشنطه وذكرت بعض القرآت للمسرحية انه يجسد فيها شخصيه والد الشهيد مقتل محمد الدرة الذي انتفضت معه قلوب العالم، تعرض الواقع الفلسطينى الاسرائيلى ومعاناه الشعب الفلسطينى الممزق المشتت منذ عام 1948 (حرب 48) وحتى يومنا هذا عرضت هذه المسرحية في العديد من الأماكن العامة والخاصة فعرضت امام السفارات والقنصليات الإمريكية وفي المخيمات الفلسطينية والجامعات في لبنان وسوريا وكما عرضت في مهرجان دعم غزة عام 2008 ومهرجان يوم الارض2010 وبذكرى النكبة مؤخرا في العاصمة الإسبانيه مدريد وعرضت مؤخرا في جوله اوروبيه ما بين فرنسا وإسبانيا وعرضت على خشبه مسرح (Teatro Ensalle) في غاليسيا مدينه فيغو ب شمال إسبانيا.
- مسرحية هوامش التي تحكى حياه المرأة ومعاناتها في العالم العربي، وهذه المسرحية من إنتاج مركز الخيام لتأهيل الضحايا والتعذيب، عرضت بمسرح بابل الحمراء، وفي القرى والبلدات تحت عنوان الحد من تهميش المرأة والعنف ضدها.
- مسرحية محكمة الشعب، عرضت بعين المريسة في بيروت دعما للمرأة ومطالبه بحقوقها المدنية والاقتصاديه والاجتماعيه والسياسيه.
- مسرحية الجدار التي قدمها قاسم الإسطنبولي في مهرجان الماغرو 2011 للمسرح الكلاسيكى في إسبانيا وقد حازت على جائزة المرتبة الثانية مستخدما قصيدة خليجيه من القرن السابع عشر لحمد بن على بن حمد بن هادى آل جابر ألمرى وعمل على دمجها ما بين المسرح والرقص والموسيقى العربية، حيث تظهر فيها سمات العرب والفروسية والصوفيه بالإضافة إلى جدليه الوجود والمفاخرة والغزل في هذا الحدث الهام الذي اعتبره النقاد عمل هام حيث مثلت تلك المسرحية اللبنانية العرب والشرق الأوسط ويعتبر ذلك أول عمل عربي يشارك في المهرجان الاسبانى من 34 عاما من تاريخ تاسيسه[5]
- مسرحية زنقه زنقه عرضت أثناء الثورة المصرية قدمها اسطنبولى كلوحه غضب امام السفارة المصرية، وامام بيت الأمم المتحدة في بيروت ثم قدمت زنقه زنقه في الشوارع وهي مسرحية تتحدث عن ثورات الربيع العربي، كما عرضت على مسرح بابل في بيروت وفي عدد من البلدان العربية فريق العمل: من مصر وليبيا وتونس واليمن والسودان وفلسطين ولبنان.
- مسرحية البيت الأسود عرضت على مسرح الأونيسكو في بيروت وذلك ضمن المهرجان المسرحى الذي تنظمه وزاره الثقافة اللبنانية للمدارس والجامعات، المسرحية مقتبسه عن بيت بيرناردا ألبا للكاتب الاسبانى لوركا.
- مسرحية نساء بلا هويه تحكى معاناه المرأة من الاحتلال لا سيما في العراق وفلسطين

## السينما والتلفزيون
شارك إسطنبولي في أعمالاً سينمائية منها فيلم «وهلأ لوين» للمخرجة نادين لبكي، و«33 يوم» للمخرج جمال شورجة، و«زغلول» للإسبانية اَنا الفريس، و«المسرحية» للإيراني بيدرام يازداني، و«أيودي» لنويل بول، و«بابور» ليافوز بولوككو وسامر قبيسي، و«رمشة عين» لشادي زيدان، و«العودة إلى ساوباولو» للبرازيلي يوغو هتوري، وشارك في عدد المسلسلات منها: «الغالبون» للمخرج باسل الخطيب، و«فوييه البير» لبرونو طبال و«درب الياسمين» لإيلي حبيب. ودور الاستشهادى أحمد قصير في العمل التلفزيوني (الغالبون).

## موقفه من القضية الفلسطينية
عرف عنه تأييده للقضية الفلسطينية حيث يعتبرها حياته وقضيته فلقد عايشها وناقشها من خلال العديد من أعماله سواء التلفزيونية أو المسرحية كما أن والدته الفلسطينية الاصل دائما ما حلمت بالعودة إلى حيفا وحمل معها قاسم في قلبه دائما حلم عوده الفلسطينيون جميعا إلى فلسطين كل فلسطين وحاول نقل معاناة هذا الشعب وهذه القضية من خلال الفن إلى جميع بلاد العالم.

## وصلات خارجية
- المسرح الوطني.
- أفلام سينمائية.